# 2e Grammy Awards
De tweede editie van de jaarlijkse Grammy Awards, waarbij prijzen werden uitgereikt in verschillende categorieën voor de beste Amerikaanse muzikanten, vond plaats op 29 november 1959 in het Beverly Hilton in Los Angeles (Californië).
Het was de tweede uitreiking in 1959, na de eerste editie een paar maanden eerder. De eerste ceremonie betrof muziek uit 1958, de tweede muziek uit 1959. Vanaf 1961 vond de uitreiking telkens in het voorjaar plaats.
Duke Ellington won de meeste prijzen, namelijk drie voor de soundtrack van de film Anatomy of Murder. Een aantal artiesten won er twee: Bobby Darin voor Record of the Year voor Mack the Knife en voor Beste Nieuwe Artiest; Frank Sinatra voor Album of the Year en voor beste popzanger, beide voor het album Come Dance With Me. 
Ella Fitzgerald kreeg prijzen voor beste popzangeres en voor beste jazzplaat, terwijl componist Andre Previn won in de categorieën voor beste soundtrack en voor beste orkest-opname. Pianist Arthur Rubinstein kreeg twee Grammy's voor een opname van sonates van Beethoven, die in twee categorieën was genomineerd (beste kamermuziek en beste instrumentale solist). Rubinstein won in beide categorieën.
Het liedje The Battle of New Orleans  won twee prijzen, een voor componist Jimmy Driftwood en een voor zanger Johnny Horton.

## Winnaars

### Algemeen
- Record of the Year
  - Bobby Darin voor Mack the Knife
- Album of the Year
  - Frank Sinatra voor Come Dance with Me!
- Song of the Year
  - Jimmy Driftwood (componist) voor The Battle of New Orleans (uitvoerende: Johnny Horton)
- Best New Artist
  - Bobby Darin

### Kinderrepertoire
- Best Recording voor Children
  - Peter Ustinov voor Prokofiev: Peter and the Wolf

### Klassieke muziek
Vetgedrukte namen ontvingen een Grammy. Overige uitvoerenden, zoals orkesten, solisten e.d., die niet in aanmerking kwamen voor een Grammy, staan tussen haakjes vermeld.
- Best Classical Performance (orkest)
  - Charles Münch (dirigent) - Debussy: Images voor Orchestra (& Boston Symphony Orchestra)
- Best Classical Performance - zanger(es) 
  - Jussi Björling voor Bjoerling in Opera
- Best Classical Performance (koor of opera)
  - Erich Leinsdorf (dirigent) voor Mozart: The Marriage of Figaro (&  Lisa Della Casa, Rosalind Elias, George London, Roberta Peters, Giorgio Tozzi; solisten & Wiener Philharmoniker)
- Best Classical Performance (instrumentale solist met orkestbegeleiding)
  - Van Cliburn voor Rachmaninoff: Piano Concerto No. 3 (& The Symphony of the Air Orchestra o.l.v. Kiril Kondrashin)
- Best Classical Performance  (Instrumentale solist zonder orkestbegeleiding, of begeleiding in kleine bezetting)
  - Artur Rubinstein voor Beethoven: Sonatas No. 21 in C (Waldstein) en No. 18 in E Flat
- Best Classical Performance (kamermuziek)
  - Arthur Rubinstein voor Beethoven: Sonatas No. 21 in C (Waldstein) en No. 18 in E Flat

### Comedy
- Best Comedy Performance - Spoken
  - Shelley Berman voor Inside Shelley Berman
- Best Comedy Performance - Musical
  - Homer and Jethro voor The Battle of Kookamonga

### Composing and arranging (Compositie & arrangementen)
- Best Musical Composition First Recorded and Released in 1959 (more than 5 minutes duration)
  - Duke Ellington voor Anatomy of a Murder Soundtrack
- Best Sound Track Album - Background Score from a Motion Picture or Television
  - Duke Ellington (componist) voor Anatomy of a Murder
- Best Arrangement
  - Billy May (arranger) voor Come Dance with Me door Frank Sinatra

### Country
- Best Country & Western Performance
  - Johnny Horton voor The Battle of New Orleans

### Folk
- Best Performance - Folk
  - The Kingston Trio voor The Kingston Trio at Large

### Jazz
- Best Jazz Performance - Soloist
  - Ella Fitzgerald voor Ella Swings Lightly
- Best Jazz Performance - Group
  - Jonah Jones voor I Dig Chicks

### Musical
- Best Broadway Show Album
  - Ethel Merman (& original cast) voor Gypsy

en
- - Gwen Verdon voor Redhead (Overige solisten: Richard Kiley, Leonard Stone, Doris Rich, Cynthia Latham, Joy Nichols, Bob Dixon & Pat Ferrier)
- Best Sound Track Album, Original Cast - Motion Picture or Television
  - André Previn & Ken Darby voor Porgy and Bess

### Hoezen
- Best Album Cover
  - Robert M. Jones (artdirector) voor Shostakovich: Symphony No. 5 door Howard Mitchell

### Pop
- Best Vocal Performance, Female
  - Ella Fitzgerald voor But Not For Me
- Best Vocal Performance, Male
  - Frank Sinatra voor Come Dance with Me!
- Best Performance by a Vocal Group or Chorus
  - Richard Condie (choir director) voor The Battle Hymn of the Republic (uitvoerenden: The Mormon Tabernacle Choir o.l.v. Richard Condie)
- Best Performance by a Dance Band
  - Duke Ellington voor Anatomy of a Murder
- Best Performance by an Orchestra
  - Andre Previn & David Rose voor Like Young
- Best Performance by a "Top 40" Artist
  - Nat King Cole voor Midnight Flyer

### Production and engineering (Productie & techniek)
- Best Engineering Contribution - Other Than Classical or Novelty
  - Robert Simpson (technicus) voor Belafonte at Carnegie Hall (uitvoerende: Harry Belafonte
- Best Engineering Contribution - Classical Recording
  - Lewis W. Layton (technicus) voor Victory at Sea Vol. I (uitvoerenden: The RCA Victor Symphony Orchestra o.l.v. Robert Russell Bennett)
- Best Engineering Contribution - Novelty Recording
  - Ted Keep (technicus) voor Alvin's Harmonica (uitvoerende: David Seville)

### R&B
- Best Rhythm & Blues Performance
  - Dinah Washington voor What a Diff'rence a Day Makes

### Gesproken Woord
- Best Performance - Documentary or Spoken Word (other than comedy)
  - "A Lincoln Portrait" - Carl Sandburg